# Зенкевич, Станислав Леонидович
Зенкевич Станислав Леонидович (2 ноября 1945, Москва — 3 апреля 2019, Москва) — советский и российский доктор физико-математических наук, профессор кафедр РК10 и РК2 Московского государственного технического университета имени Н. Э. Баумана (национальный исследовательский университет).

## Биография
Родился в Москва в семье военнослужащего.
В 1969 года окончил Московское Высшее Техническое Училище имени Н. Э. Баумана.
В 1973 году окончил Московский Государственный Университет имени М. В. Ломоносова.
Станислав Леонидович Зенкевич автор около 150 публикаций в области управления роботами, моделирования и разработки программного обеспечения для распределенных робототехнических систем.
Профессор Зенкевич также являлся руководителем образовательной и научно-исследовательской программы «Распределенные Робототехнические Системы» центра «Робототехники» МГТУ им. Н. Э. Баумана.
Скончался 3 апреля 2019 года в Москве. Похоронен на Востряковском кладбище.

## Научная и педагогическая деятельность
После окончания МГТУ им Н. Э. Баумана и МГУ им И. М. Ломоносова Станислав Леонидович Зенкевич являлся научным сотрудником МГТУ им Н. Э. Баумана, где в 1984 году была организована кафедра РК-10 «Робототехнические cистемы» на базе Научно-Учебного Центра «Робототехника».
Основателем и первым заведующим кафедры являлся выдающийся советский ученый в области теории управления и один из родоначальников отечественной робототехники, академик Российской Академии Наук Попов, Евгений Павлович, под чьим руководством начинал преподавать и вести научно-исследовательскую деятельность Зенкевич Станислав Леонидович.
Позже он получил звание профессора, продолжая вести научную и педагогическую деятельность в МГТУ им Н. Э. Баумана и МИРЭА — Российском технологическом университете.
Являлся одним из ведущих преподавателей и авторов учебников, пособий и разнообразной методической литературы для студентов вузов, обучающихся по специальности «Работы и Робототехнические системы». Под руководством Зенкевича Станислава Леонидовича защищен ряд диссертационных работ.
Принимал участие в разработке и создании на базе кафедры «Робототехники» научно-технических лабораторий для управления роботами и робототехническими комплексами.
Научные и практические результаты, полученные в лабораториях в области разработки адаптивных систем управления роботов, технического зрения и сенсорных устройств, а также экспертных систем получили признание и были реализованы в действующих системах промышленного и специального назначения.